# Degracias
Degracias is een plaats (freguesia) in de Portugese gemeente Soure en telt 516 inwoners (2001).